# Maquis de Souesmes
Le maquis du Grand Clou plus communément appelé le maquis de Souesmes, est un maquis de résistants français qui a opéré sur la Sologne en 1944 durant la Seconde Guerre mondiale, localisé sur la commune de Souesmes.

## Histoire du maquis

### Constitution du maquis
Le capitaine Philippe de Vomécourt a pour mission d’organiser l’action du SOE dans les six départements dont la Sologne est principalement constituée. Il est accompagné du capitaine Stanislaw Makowski, du capitaine Sydney Hudson (chef du réseau Albin-HEADMASTER), et de deux opérateurs radios, le capitaine George D. Jones et l’officier de section Muriel Byck. Blessé au cours d’un entrainement en Angleterre, le capitaine de Vomécourt n’accompagne pas l’équipe lors du parachutage du 8 avril 1944 près d’Issoudun à Argenton-sur-Creuse ; il les rejoint le 18 avril.
Arrivé en France, de Vomécourt réunit les différents chefs résistants, et recrute plusieurs résistants dont Antoine Vincent et Jean Petitfils, dans le but de préparer le balisage de terrains pour le parachutage d’armes en provenance de l’Angleterre. Peu de temps après, Muriel Byck décède d’une méningite, Philippe de Vomécourt charge Antoine Vincent de la remplacer au poste d’opérateur radio.
Dans le secteur de Salbris, de Vomécourt envoie Antoine Vincent et Jean Petitfils préparer les terrains, récupérer et cacher les armes parachutées. Il confie également au capitaine Makowski d'organiser la résistance dans la région de Romorantin et de Salbris. Le débarquement de Normandie et les différents messages radio de Londres amènent Stanislaw Makowski à organiser un maquis autour de Salbris. Il charge Antoine Vincent de réunir les hommes prêts à prendre les armes. La nuit du 5 juin, tous les hommes volontaires se réunissent à La Brandt à Salbris, la fusion entre les FTP de Jean Maynaud et Paul Lepretre et les FFI du capitaine Makowski s'opère dans la nuit.
Entre le 7 et le 10 juin, le maquis se déplace d’une dizaine de kilomètres à Souesmes au hameau du Grand Clou, afin d’éviter les soupçons des Allemands, et une trahison de ceux qui ont refusé de se joindre au maquis. Peu peuplé et dans les bois, le Grand-Clou forme un endroit idéal pour dissimuler le maquis.

### Organisation du maquis
Le nombre de personnes qui ont vécu au maquis varie selon les sources : entre 500 et 600 hommes selon les Allemands, 350 hommes selon Jean Maynaud. Cependant l’état nominatif des hommes tenu par les résistants, auquel on ajoute la section de 21 hommes FTP font arriver à un total de 150 hommes. Environ les 2/3 des résistants ont moins de 24 ans. Chaque résistant touche théoriquement 5 francs par jour.
Le maquis est par ailleurs composé de 5 sections, numérotées de 2 à 6, auquel on ajoute une section de FTP. Chacune comprenant entre 17 et 25 hommes, et comprend un chef de section, nommé par Makowski, et trois chefs de groupe qui le secondent, le tout dépendant d’une équipe de commandement et d’intendance, composée d’un secrétaire (poste tenu par le fils de Jean Petitfils), et de plusieurs agents de liaison. Le capitaine Jean Petitfils, en sa qualité d’officier français, est nommé par Makowski commandant en second. Les chefs de section sont Henri Hemme, Klébert Lucas, Charles Lemius, Paul Lepretre, Bernard Lehoux, et Jean Maynaud pour la section de FTP.
Selon le rapport établi par les Allemands après le combat de Souesmes, le camp est organisé de la façon suivante :

« Il y a là 20 à 30 cabanes, construites d’une double rangée de branchages. Un remplissage de feuilles assurait l’étanchéité. Les cabanes communiquaient entre elles par une tranchée d’un mètre cinquante de profondeur. Le camp était protégé par une tranchée circulaire, en partie constitué par la topographie du terrain.
Assez vaste pour abriter 500 à 600 hommes, ce camp disposait d’une vaste cuisine et de provisions considérables (viande, vin et chocolat). Sur place, on a retrouvé 60 à 70 bicyclettes, 5 à 6 motos, dont quelques-unes toutes neuves. Il n’y avait pas de voitures automobiles. »

— Rapport de l’Entrevue à la Feldkommandantur de Bourges du 19 juin 1944.
Selon le résistant Pierre Lefevre, « Les cabanes ne communiquaient pas entre elles par des tranchées. […] Tout au plus avions-nous hâtivement quelque peu nettoyé les fossés existants ».
Makowski fait placer des sentinelles, 6 hommes par section organisant une relève régulière. De plus le maquis se situe à proximité d'axes routiers : ils sont placés sous étroite surveillance, notamment la route nationale 724 reliant Souesmes à Ménétréol-sur-Sauldre.
Le ravitaillement du maquis est assuré par le boucher de Salbris, le boulanger de Nançay et des habitants de Maisonneau (lieu-dit situé sur la commune de Presly) qui amènent des conserves stockées en grande quantité, officiellement à destination des prisonniers de guerre. Le maquis dispose d’un puits d’eau.
Les maquisards sont équipés avec les armes et les munitions qui ont été parachutées à Salbris. Cependant, il s’agit d’un équipement léger composé de quelques fusils-mitrailleurs, de fusils anglais à cinq coups, de mitraillettes Sten, de quelques mitraillettes Thompson et de quelques carabines américaines à quinze coups, de quelques armes antichars individuelles, de grenades et de munitions en quantité.
Makowski met en place une instruction et une discipline militaires, limitées toutefois afin d’éviter d’éveiller les soupçons.

## Combat du Grand Clou (bataille de Souesmes)
Seconde Guerre mondiale
Batailles
2e campagne de France
- Corse
- Limousin
- Ain et Haut-Jura
- Les Glières
- Ascq
- Division Brehmer
- Mont Mouchet
- Opérations SAS en Bretagne
- Bataille de Normandie
- Guéret
- Brigade Jesser
- Cornil
- 1er Tulle
- 2e Tulle
- Argenton-sur-Creuse
- Oradour-sur-Glane
- 1er Ussel
- Saint-Marcel
- Saffré
- Mont Gargan
- Vercors
- Penguerec
- Lioran
- Égletons
- 2e Ussel
- Débarquement de Provence
- Port-Cros
- La Ciotat
- Toulon
- Martigues
- Marseille
- Nice
- Rennes
- Saint-Malo
- Brest
- Paris
- Mont-de-Marsan
- Montélimar
- Maillé
- Écueillé
- La Saulx
- Meximieux
- Nancy
- Colonne Elster
- Dunkerque
- Arracourt
- Saint-Nazaire
- Lorient
- Metz
- Royan et de la pointe de Grave
- Campagne de Lorraine
- Colmar

Front d'Europe de l'Ouest
Front d'Europe de l'Est
Campagnes d'Afrique, du Moyen-Orient et de Méditerranée
Bataille de l'Atlantique
Guerre du Pacifique
Guerre sino-japonaise
Le maquis est détruit par une embuscade allemande le 17 juin 1944 au bois du Grand-Clou. Ce combat oppose environ 150 maquisards à 2 000 soldats allemands selon les sources britanniques (pour 700 hommes engagés dans la bataille) et un détachement inconnu de miliciens.
À la mi-juin 1944, le major Schmidt officier de la Wehrmacht travaillant à la préfecture de Bourges, reçoit une personne lui annonçant la présence d'un maquis sur le secteur de Salbris. Malgré ses réticences le major se voit obligé d'intervenir. Georges Ruetsch un Alsacien travaillant à la préfecture de Bourges et de mèche avec la Résistance, apprend l’intervention allemande mais ne sait pas dans quel secteur va avoir lieu l’intervention. Le 17 juin aux alentours de 10 heures, un éclaireur du maquis trouve Antoine Vincent et lui signale l’arrivée d’un détachement allemand composé de trois camions et une ambulance. Le capitaine Makowski est également prévenu de l’arrivé des Allemands, il envoie deux éclaireurs et décide de réunir ses commandants de section. Jean Petitfils, Paul Lepretre et Jean Maynaud préfèrent éviter un combat frontal et se consacrer à des missions de harcèlement et de sabotages. L’un des éclaireurs revient et confirme l’alerte en précisant l’arrivée de nouvelles voitures. Le second éclaireur André Sene ne revient pas, Louis Bouton jeune adolescent de 19 ans se propose de reprendre la mission de son camarade. Les deux éclaireurs sont faits prisonniers. Makowski renvoie deux patrouilles afin d’observer les Allemands. Les deux patrouilles sont de retour aux alentours de 15 heures. Makowski décide de placer ses hommes en position de combat en cas d’accrochage. Il les fait placer en ligne clairsemée dans un fossé desséché parallèle au chemin forestier, 16 hommes de la section Lepretre sont placés sur la gauche du dispositif, la section de Jean Maynaud est placée au centre du dispositif et celle de Henri Hemme est placée sur la droite. 2 fusils mitrailleurs sont dissimulés dans les fourrés afin de prendre en enfilade les Allemands en cas d’attaque. Il aligne un total de 52 hommes placés sous son commandement et le reste de l’effectif est placé sous le commandement du capitaine Petitfils en réserve afin d’éviter toute tentative de débordement. Vers 16 heures la bataille commence, les Allemands avancent par vague lentement après avoir fait parler les deux prisonniers sur la position du maquis. Position qui était erronée. Les Allemands n’ayant pas pris la peine de confirmer l’information obtenue s’enfoncent dans le bois et se font prendre par surprise par les maquisards qui déciment les deux premières vagues d’assaut. Néanmoins la section de Henri Hemme (11 hommes) est durement éprouvée, elle compte déjà cinq morts et plusieurs blessés dont Henri Hemme. La section se voit obligée de reculer afin de redéployer une nouvelle ligne de défense. Jean Meunier l’un des tireurs au fusil mitrailleur est tué tandis qu'Auguste Mauny le second tireur se voit obligé d’abandonner sa position. La section de Henri Hemme peine à tenir sa position et demande des renforts. Makowski reçoit quant à lui en renfort la section de Bernard Lehoux. Cependant les positions deviennent de plus en plus dures à tenir et Makowski pense que les renforts sous le commandement de Petitfils vont se trouver sur sa droite et décide de déployer la section de Lehoux sur la gauche afin de prendre les Allemands à revers. Or Petitfils a décroché. Les combats continuent, le chef de section Maynaud est à son tour blessé, les Allemands lancent une nouvelle attaque mais un incendie se déclare et enfume les combattants les incitant à décrocher.
Les pertes sont pour les résistants de neuf tués, plusieurs blessés et de quatre prisonniers contre 121 tués et 65 blessés du côté allemand.

## Les représailles du 21 juin 1944
Après le combat, le feldkommandant Von Bitra se rend sur les lieux du combat, mais l'incendie empêche les Allemands de mener une enquête approfondie.
Face aux lourdes pertes subies par la Wehrmacht, l'occupant organise une sévère répression et arrête plusieurs personnes en relations avec le maquis.
Accompagnés des quatre prisonniers, les Allemands perquisitionnent La Rivaulde (Salbris) où vit la famille du capitaine Petitfils. Les Allemands déporteront sa femme et sa fille (toutes deux y mourront). Ils font sauter le dépôt de plastic à La Brandt sur la commune de Salbris. Ensuite, ils se rendent chez Antoine Vincent mais ils n'y trouvent personne et décident d’emmener son fils. 
Sur Souesmes, les Allemands se rendent chez monsieur Vignier le propriétaire du Grand Clou, mais ce dernier, averti, s’enfuit du pays, ils arrêtent madame Peuf dont le mari faisait partie de l'état-major du maquis. Ils se rendent ensuite à Maisonneau dont la propriétaire du château Madame Charles, ainsi que les hommes des différentes familles du château aidaient au ravitaillement. Les Allemands arrêtent la propriétaire des lieux, son régisseur Anatole Charderet qui organise le ravitaillement du maquis, les beaux-frères de ce dernier Henri Bradu et Pierre Colas ainsi que son neveu André Colas (tous membres du personnel du château). Seul son frère échappe à la rafle n'étant pas sur les lieux pendant l'arrestation. 
À Nançay, le boulanger échappe à la rafle ayant appris que les Allemands venaient l'arrêter.
Au total, neuf personnes sont arrêtées, le fils d'Antoine Vincent est relâché deux jours plus tard, Madame Charles, enceinte, est également relâchée à cause de sa grossesse. Trois des quatre prisonniers faits lors du combat sont fusillés à Bourges. Les autres prisonniers sont torturés et déportés en Allemagne, seuls Pierre et André Colas revinrent des camps. Le nombre total des victimes du Grand Clou se porte donc à 18 morts.
Les arrestations et les interrogatoires sont menés par Pierre Paoli.

## Bilan du combat de Souesmes
La défaite du combat de Souesmes est liée à plusieurs erreurs commises par les maquisards.
Ces erreurs sont d'abord une concentration importante de maquisards en un même lieu alors qu'il aurait fallu favoriser une dispersion du maquis en petits groupes reliés les uns aux autres. Une telle concentration de résistants a favorisé la délation de la part de sympathisants vichystes. De plus, le maquis de Souesmes était l'un des maquis les plus importants de la région, et ne pouvait donc pas être négligé des Allemands.
De plus la chaine de commandement au sein du maquis n'était pas claire. En effet son commandement partagé entre deux hommes du même grade amène la confusion entre les hommes et les tactiques à aborder. En effet lors du combat, les capitaines Petitfils et Makowski étaient en désaccord sur la conduite à suivre face aux Allemands. Petitfils préférait éviter le combat, disperser le maquis et opter pour des tactiques de harcèlement rapide et des tactiques de sabotage. Tandis que Makowski préférait se confronter directement aux Allemands. Ces désaccords menèrent plus tard au repli des troupes placées sous le commandement du capitaine Petitfils, sans concertation avec le capitaine Makowski, et aura des conséquences importantes pour la dispersion du maquis. De plus aucun point de rencontre ne fut fixé en cas de dispersion du maquis, ce qui a pour conséquence la destruction totale du maquis.
Cependant, quoique le combat ait été remporté par les Allemands, les pertes importante subies en font pour eux une défaite psychologique. De plus, la dispersion du maquis eut pour impact le renforcement d'autres groupes de résistants. Il s'agit donc pour les Allemands d'une victoire à la Pyrrhus. .

## Victimes du maquis de Souesmes

### Combat du 17 juin
Robert Alliot, 22 ans

Alphonse Barthélémy, 40 ans

Honoré Béchade, 21 ans
 
André Brizzy, 49 ans

Jean Compagnon, 18 ans

Sylvain Gaillard, 41 ans

André Garnier, 20 ans

Pierre Meunier, 22 ans

Edmond Soubrat, 20 ans

### Prisonniers du 17 juin
Louis Bouton, 19 ans mort en déportation

François Chavanon, 42 ans, fusillé

Raoul Courtat, 36 ans, fusillé

André Séné, 22 ans, fusillé

### Rafle du 21 juin
Henri Bradu, 48 ans, mort en déportation

Anatole Charderet, 40 ans, mort en déportation

Jeanne Petitfils, 23 ans morte en déportation

Marie-Louise Petitfils, 57 ans, morte en déportation

Albertine Peuf, 35 ans morte en déportation

## Commémoration
Après la Libération, la ville de Souesmes a fait ériger un monument sur les lieux du combat à la mémoire des 18 maquisards tués. Il est inauguré le 16 juin 1946 par le maréchal de Lattre de Tassigny en présence de nombreux résistants du maquis tels que le capitaine Petitfils, des chefs de section Mayanud, Hemme et Lepretre, de Antoine Vincent, le commandant de Vomécourt et de résistants des maquis alentour. Depuis l’inauguration, le 17 juin 1944, la commune de Souesmes organise une cérémonie tous les ans à la mémoire du maquis et de ceux qui sont morts.